# Bérenger de Namur
Pour les articles homonymes, voir Bérenger.
Bérenger de Namur, mort entre 924 et 946, est comte de Namur de 908 à sa mort.

## Biographie
On ne connaît rien de ses origines. Son nom laisse supposer une parenté avec les Unrochides. Il apparaît en 908 comme comte de Lomme, terre qui devient par la suite le comté de Namur. Les Annales de Flodoard le mentionnent de 907 à 924. À cette date il attaque le duc de Lotharingie Gislebert qui retenait prisonniers les enfants de son allié Régnier II, comte de Hainaut.
Il n'apparaît plus dans les documents à l'exception d'un faux daté de 932, mais la première apparition de son successeur date de 946.
Il épouse une fille du comte de Hainaut Régnier Ier au long col, mais on ne sait s'il a eu des enfants. La Vita Gerardi abbatis Broniensis précise que les descendants de Bérenger continuèrent à tenir le comté de Namur, mais l'absence des prénoms de Bérenger et de Régnier laisse penser qu'il s'agit plutôt d'une descendance collatérale.
Le nom de son épouse est inconnu, certaines généalogies proposent le prénom de Symphoria, mais outre que ce prénom est inconnu dans la famille de Hainaut, le seul texte mentionnant la parenté, les Annales de Flodoard, se borne à dire que Bérenger épousa la sœur de Gislebert.

## Sources
- Thierry Stasser, « L'Épouse de Robert Ier de Namur : essai d'identification », dans Onomastique et Parenté dans l'Occident médiéval, Oxford, Linacre College, Unit for Prosopographical Research, coll. « Prosopographica et Genealogica / 3 », 2000, 310 p. (ISBN 1-900934-01-9), p. 113-115.
- Bon de Saint-Genois, « Bérenger », Académie royale de Belgique, Biographie nationale, vol. 2, Bruxelles, 1868 [détail des éditions], p. 174-5.